# ألين بوك
ألين بوك (بالألمانية: Aline Bock)‏ هي متزلجة ألمانية، ولدت في 23 يوليو 1982 في غيسن في ألمانيا.